# Пробст, Жаннин
Жанни́н Пробст (нем. Jeannine Probst) — швейцарская кёрлингистка.
Играла на позиции первого.

## Достижения
- Чемпионат Швейцарии по кёрлингу среди женщин: золото (2001).
- Чемпионат Швейцарии по кёрлингу среди смешанных команд: золото (2009).

## Команды
| Сезон                                          | Четвёртый      | Третий        | Второй             | Первый        | Запасной          | Турниры           |
| ---------------------------------------------- | -------------- | ------------- | ------------------ | ------------- | ----------------- | ----------------- |
| 2000—01                                        | Мануэла Корман | Андреа Штёкли | Кристина Шёнбехлер | Жаннин Пробст | Tanja Bongni      | ЧШЖ 2001          |
| 2001—02                                        | Мануэла Корман | Андреа Штёкли | Кристина Шёнбехлер | Жаннин Пробст | Паскале Дзенерино | ЧМ 2002 (5 место) |
| Кёрлинг среди смешанных команд (mixed curling) |                |               |                    |               |                   |                   |
| 2008—09                                        | Daniel Lüthi   | Жаннин Пробст | Martin Oberholzer  | Karin Lüthi   | Brigitte Portmann | ЧШСК 2009         |

(скипы выделены полужирным шрифтом)